# Eisschnelllauf-Sprintweltmeisterschaft 1974
Die 5. Eisschnelllauf-Sprintweltmeisterschaft wurde vom 16. bis 17. Februar 1974 im österreichischen Innsbruck ausgetragen.

## Wettbewerb
- 61 Sportler aus 16 Nationen nahmen am Mehrkampf teil

| Teilnehmende Nationen                         | Teilnehmende Nationen                                     | Teilnehmende Nationen                                      | Teilnehmende Nationen                         |
| --------------------------------------------- | --------------------------------------------------------- | ---------------------------------------------------------- | --------------------------------------------- |
| Australien Belgien Kanada Volksrepublik China | Finnland Frankreich BR Deutschland Vereinigtes Königreich | Deutsche Demokratische Republik Japan Niederlande Norwegen | Polen Schweden Sowjetunion Vereinigte Staaten |

### Frauen

#### Endstand
- Zeigt die zwölf erfolgreichsten Sportlerinnen der Sprint-WM

| Rang | Name                     | 1. Lauf 500 Meter | Pkt.  | 1. Lauf 1.000 Meter | Pkt.  | 2. Lauf 500 Meter | Pkt.  | 2. Lauf 1.000 Meter | Pkt.  | Gesamt- pkt. |
| ---- | ------------------------ | ----------------- | ----- | ------------------- | ----- | ----------------- | ----- | ------------------- | ----- | ------------ |
| 1    | Leah Poulos              | 43,75 (2)         | 43,75 | 1:38,74 (16)        | 49,37 | 43,20 (2)         | 43,20 | 1:28,19 (2)         | 44,09 | 180,415      |
| 2    | Atje Keulen-Deelstra     | 44,28 (6)         | 44,28 | 1:36,43 (5)         | 48,21 | 44,03 (6)         | 44,03 | 1:28,93 (3)         | 44,46 | 180,990      |
| 3    | Monika Pflug             | 43,94 (3)         | 43,94 | 1:36,50 (6)         | 48,25 | 44,10 (7)         | 44,10 | 1:29,97 (6)         | 44,98 | 181,275      |
| 4    | Ljubow Sadtschikowa      | 44,13 (4)         | 44,13 | 1:35,88 (4)         | 47,94 | 45,42 (16)        | 45,42 | 1:29,95 (5)         | 44,97 | 182,465      |
| 5    | Nina Statkevich          | 44,38 (7)         | 44,38 | 1:34,01 (2)         | 47,00 | 45,88 (18)        | 45,88 | 1:31,21 (11)        | 45,60 | 182,870      |
| 6    | Ann-Sofie Järnström      | 44,69 (8)         | 44,69 | 1:38,87 (17)        | 49,43 | 44,93 (11)        | 44,93 | 1:29,71 (4)         | 44,85 | 183,910      |
| 7    | Erwina Rys               | 44,98 (10)        | 44,98 | 1:37,66 (11)        | 48,83 | 45,11 (12)        | 45,11 | 1:30,85 (9)         | 45,42 | 184,345      |
| 8    | Sylvia Burka             | 45,20 (15)        | 45,20 | 1:37,41 (9)         | 48,70 | 45,30 (14)        | 45,30 | 1:30,92 (10)        | 45,46 | 184,665      |
| 9    | Keiko Hasegawa           | 44,25 (5)         | 44,25 | 1:39,19 (20)        | 49,59 | 44,87 (8)         | 44,87 | 1:32,24 (17)        | 46,12 | 184,835      |
| 10   | Lisbeth Berg             | 45,22 (16)        | 45,22 | 1:40,81 (21)        | 50,40 | 44,87 (8)         | 44,87 | 1:30,25 (7)         | 45,12 | 185,620      |
| 11   | Sheila Young             | 51,72 (27)        | 51,72 | 1:34,20 (3)         | 47,10 | 43,18 (1)         | 43,18 | 1:27,35 (1)         | 43,67 | 185,675      |
| 12   | Truus de Koning-Dijkstra | 45,15 (14)        | 45,15 | 1:38,13 (13)        | 49,06 | 45,26 (13)        | 45,26 | 1:32,88 (20)        | 46,44 | 185,915      |

#### 1. Lauf 500 Meter
| Platz | Name                 | Land                            | Zeit  | Punkte |
| ----- | -------------------- | ------------------------------- | ----- | ------ |
| 1     | Tatjana Awerina      | Sowjetunion                     | 43,70 | 43,70  |
| 2     | Leah Poulos          | Vereinigte Staaten              | 43,75 | 43,75  |
| 3     | Monika Pflug         | BR Deutschland                  | 43,94 | 43,94  |
| 4     | Ljubow Sadtschikowa  | Sowjetunion                     | 44,13 | 44,13  |
| 5     | Keiko Hasegawa       | Japan                           | 44,25 | 44,25  |
| 6     | Atje Keulen-Deelstra | Niederlande                     | 44,28 | 44,28  |
| 7     | Nina Statkevich      | Sowjetunion                     | 44,38 | 44,38  |
| 8     | Ann-Sofie Järnström  | Schweden                        | 44,69 | 44,69  |
| 9     | Wera Krasnowa        | Sowjetunion                     | 44,74 | 44,74  |
| 10    | Erwina Rys           | Polen                           | 44,98 | 44,98  |
|       |                      |                                 |       |        |
| 12    | Ute Dix              | Deutsche Demokratische Republik | 45,13 | 45,13  |
| 19    | Monika Stützle       | BR Deutschland                  | 46,12 | 46,12  |

#### 1. Lauf 1.000 Meter
| Platz | Name                 | Land                            | Zeit    | Punkte |
| ----- | -------------------- | ------------------------------- | ------- | ------ |
| 1     | Tatjana Awerina      | Sowjetunion                     | 1:33,63 | 46,81  |
| 2     | Nina Statkevich      | Sowjetunion                     | 1:34,01 | 47,00  |
| 3     | Sheila Young         | Vereinigte Staaten              | 1:34,20 | 47,10  |
| 4     | Ljubow Sadtschikowa  | Sowjetunion                     | 1:35,88 | 47,94  |
| 5     | Atje Keulen-Deelstra | Niederlande                     | 1:36,43 | 48,21  |
| 6     | Monika Pflug         | BR Deutschland                  | 1:36,50 | 48,25  |
| 7     | Cathy Priestner      | Kanada                          | 1:36,64 | 48,32  |
| 8     | Connie Carpenter     | Vereinigte Staaten              | 1:37,38 | 48,69  |
| 9     | Sylvia Burka         | Kanada                          | 1:37,41 | 48,70  |
| 10    | Sigrid Sundby        | Norwegen                        | 1:37,63 | 48,81  |
|       |                      |                                 |         |        |
| 22    | Monika Stützle       | BR Deutschland                  | 1:42,07 | 51,03  |
| 27    | Ute Dix              | Deutsche Demokratische Republik | 1:53,55 | 56,77  |

#### 2. Lauf 500 Meter
| Platz | Name                        | Land                            | Zeit  | Punkte |
| ----- | --------------------------- | ------------------------------- | ----- | ------ |
| 1     | Sheila Young                | Vereinigte Staaten              | 43,18 | 43,18  |
| 2     | Leah Poulos                 | Vereinigte Staaten              | 43,20 | 43,20  |
| 3     | Cathy Priestner             | Kanada                          | 43,46 | 43,46  |
| 4     | Tatjana Awerina             | Sowjetunion                     | 43,90 | 43,90  |
| 5     | Wera Krasnowa               | Sowjetunion                     | 43,93 | 43,93  |
| 6     | Atje Keulen-Deelstra        | Niederlande                     | 44,03 | 44,03  |
| 7     | Monika Pflug                | BR Deutschland                  | 44,10 | 44,10  |
| 8     | Keiko Hasegawa Lisbeth Berg | Japan Norwegen                  | 44,87 | 44,87  |
| 10    | Makiko Nagaya               | Japan                           | 44,89 | 44,89  |
|       |                             |                                 |       |        |
| 17    | Monika Stützle              | BR Deutschland                  | 45,74 | 45,74  |
| 25    | Ute Dix                     | Deutsche Demokratische Republik | 46,42 | 46,42  |

#### 2. Lauf 1.000 Meter
| Platz | Name                 | Land                            | Zeit    | Punkte |
| ----- | -------------------- | ------------------------------- | ------- | ------ |
| 1     | Sheila Young         | Vereinigte Staaten              | 1:27,35 | 43,67  |
| 2     | Leah Poulos          | Vereinigte Staaten              | 1:28,19 | 44,09  |
| 3     | Atje Keulen-Deelstra | Niederlande                     | 1:28,93 | 44,46  |
| 4     | Ann-Sofie Järnström  | Schweden                        | 1:29,71 | 44,85  |
| 5     | Ljubow Sadtschikowa  | Sowjetunion                     | 1:29,95 | 44,97  |
| 6     | Monika Pflug         | BR Deutschland                  | 1:29,97 | 44,98  |
| 7     | Lisbeth Berg         | Norwegen                        | 1:30,25 | 45,12  |
| 8     | Cathy Priestner      | Kanada                          | 1:30,30 | 45,15  |
| 9     | Erwina Rys           | Polen                           | 1:30,85 | 45,42  |
| 10    | Sylvia Burka         | Kanada                          | 1:30,92 | 45,46  |
|       |                      |                                 |         |        |
| 21    | Ute Dix              | Deutsche Demokratische Republik | 1:32,94 | 46,47  |
| 26    | Monika Stützle       | BR Deutschland                  | 1:36,18 | 48,09  |

### Männer

#### Endstand
- Zeigt die zwölf erfolgreichsten Sportler der Sprint-WM

| Rang | Name                 | 1. Lauf 500 Meter | Pkt.  | 1. Lauf 1.000 Meter | Pkt.  | 2. Lauf 500 Meter | Pkt.  | 2. Lauf 1.000 Meter | Pkt.  | Gesamt- pkt. |
| ---- | -------------------- | ----------------- | ----- | ------------------- | ----- | ----------------- | ----- | ------------------- | ----- | ------------ |
| 1    | Per Bjørang          | 38,95 (1)         | 38,95 | 1:24,04 (9)         | 42,02 | 39,70 (2)         | 39,70 | 1:20,16 (3)         | 40,08 | 160,750      |
| 2    | Masaki Suzuki        | 39,67 (5)         | 39,67 | 1:23,28 (3)         | 41,64 | 39,50 (1)         | 39,50 | 1:21,20 (9)         | 40,60 | 161,410      |
| 3    | Eppie Bleeker        | 40,06 (8)         | 40,06 | 1:23,03 (2)         | 41,51 | 40,42 (9)         | 40,42 | 1:19,34 (1)         | 39,67 | 161,665      |
| 4    | Alexander Safronow   | 40,45 (16)        | 40,45 | 1:22,52 (1)         | 41,26 | 39,99 (3)         | 39,99 | 1:21,13 (8)         | 40,56 | 162,265      |
| 5    | Oloph Granath        | 39,72 (7)         | 39,72 | 1:24,18 (10)        | 42,09 | 40,26 (7)         | 40,26 | 1:20,68 (5)         | 40,34 | 162,410      |
| 6    | Peter Mueller        | 40,28 (14)        | 40,28 | 1:23,37 (5)         | 41,68 | 40,18 (6)         | 40,18 | 1:21,46 (11)        | 40,73 | 162,875      |
| 7    | Johan Granath        | 40,14 (9)         | 40,14 | 1:24,60 (11)        | 42,30 | 40,47 (11)        | 40,47 | 1:20,97 (7)         | 40,48 | 163,395      |
| 8    | Hans van Helden      | 40,82 (22)        | 40,82 | 1:23,53 (6)         | 41,76 | 41,51 (24)        | 41,51 | 1:20,13 (2)         | 40,06 | 164,160      |
| 9    | Horst Freese         | 40,15 (10)        | 40,15 | 1:25,39 (14)        | 42,69 | 40,62 (16)        | 40,62 | 1:21,66 (13)        | 40,83 | 164,295      |
| 9    | Wladimir Kaschtschei | 39,57 (3)         | 39,57 | 1:26,20 (18)        | 43,10 | 40,56 (13)        | 40,56 | 1:22,13 (17)        | 41,06 | 164,295      |
| 11   | Juri Muratov         | 40,23 (13)        | 40,23 | 1:25,22 (12)        | 42,61 | 40,57 (14)        | 40,57 | 1:21,85 (14)        | 40,92 | 164,335      |
| 12   | Jan Bazen            | 40,31 (15)        | 40,31 | 1:23,97 (8)         | 41,98 | 40,88 (19)        | 40,88 | 1:23,20 (25)        | 41,60 | 164,775      |

#### 1. Lauf 500 Meter
| Platz | Name                 | Land                            | Zeit  | Punkte |
| ----- | -------------------- | ------------------------------- | ----- | ------ |
| 1     | Per Bjørang          | Norwegen                        | 38,95 | 38,95  |
| 2     | Dan Immerfall        | Vereinigte Staaten              | 39,30 | 39,30  |
| 3     | Wladimir Kaschtschei | Sowjetunion                     | 39,57 | 39,57  |
| 4     | Norio Hirate         | Japan                           | 39,66 | 39,66  |
| 5     | Masaki Suzuki        | Japan                           | 39,67 | 39,67  |
| 6     | Arnulf Sunde         | Norwegen                        | 39,68 | 39,68  |
| 7     | Oloph Granath        | Schweden                        | 39,72 | 39,72  |
| 8     | Eppie Bleeker        | Niederlande                     | 40,06 | 40,06  |
| 9     | Johan Granath        | Schweden                        | 40,14 | 40,14  |
| 10    | Horst Freese         | BR Deutschland                  | 40,15 | 40,15  |
|       |                      |                                 |       |        |
| 17    | Klaus Knauer         | Deutsche Demokratische Republik | 40,65 | 40,65  |
| 25    | Hans Lichtenstern    | BR Deutschland                  | 41,11 | 41,11  |

#### 1. Lauf 1.000 Meter
| Platz | Name               | Land                            | Zeit    | Punkte |
| ----- | ------------------ | ------------------------------- | ------- | ------ |
| 1     | Alexander Safronow | Sowjetunion                     | 1:22,52 | 41,26  |
| 2     | Eppie Bleeker      | Niederlande                     | 1:23,03 | 41,51  |
| 3     | Masaki Suzuki      | Japan                           | 1:23,28 | 41,64  |
| 4     | Mike Woods         | Vereinigte Staaten              | 1:23,31 | 41,65  |
| 5     | Peter Mueller      | Vereinigte Staaten              | 1:23,37 | 41,68  |
| 6     | Hans van Helden    | Niederlande                     | 1:23,53 | 41,76  |
| 7     | Jan Trzebunia      | Polen                           | 1:23,80 | 41,90  |
| 8     | Jan Bazen          | Niederlande                     | 1:23,97 | 41,98  |
| 9     | Per Bjørang        | Norwegen                        | 1:24,04 | 42,02  |
| 10    | Oloph Granath      | Schweden                        | 1:24,18 | 42,09  |
|       |                    |                                 |         |        |
| 14    | Horst Freese       | BR Deutschland                  | 1:25,39 | 42,69  |
| 17    | Klaus Knauer       | Deutsche Demokratische Republik | 1:26,19 | 43,09  |
| 22    | Hans Lichtenstern  | BR Deutschland                  | 1:27,96 | 43,98  |

#### 2. Lauf 500 Meter
| Platz | Name                          | Land                            | Zeit  | Punkte |
| ----- | ----------------------------- | ------------------------------- | ----- | ------ |
| 1     | Masaki Suzuki                 | Japan                           | 39,50 | 39,50  |
| 2     | Per Bjørang                   | Norwegen                        | 39,70 | 39,70  |
| 3     | Alexander Safronow Johan Lind | Sowjetunion Norwegen            | 39,99 | 39,99  |
| 5     | Jewgeni Kulikow               | Sowjetunion                     | 40,01 | 40,01  |
| 6     | Peter Mueller                 | Vereinigte Staaten              | 40,18 | 40,18  |
| 7     | Oloph Granath                 | Schweden                        | 40,26 | 40,26  |
| 8     | Mike Crowe                    | Vereinigte Staaten              | 40,39 | 40,39  |
| 9     | Eppie Bleeker                 | Niederlande                     | 40,42 | 40,42  |
| 10    | Arnulf Sunde                  | Norwegen                        | 40,44 | 40,44  |
|       |                               |                                 |       |        |
| 15    | Klaus Knauer                  | Deutsche Demokratische Republik | 40,58 | 40,58  |
| 16    | Horst Freese                  | BR Deutschland                  | 40,62 | 40,62  |
| 23    | Hans Lichtenstern             | BR Deutschland                  | 41,33 | 41,33  |

#### 2. Lauf 1.000 Meter
| Platz | Name               | Land                            | Zeit    | Punkte |
| ----- | ------------------ | ------------------------------- | ------- | ------ |
| 1     | Eppie Bleeker      | Niederlande                     | 1:19,34 | 39,67  |
| 2     | Hans van Helden    | Niederlande                     | 1:20,13 | 40,06  |
| 3     | Per Bjørang        | Norwegen                        | 1:20,16 | 40,08  |
| 4     | Johan Lind         | Norwegen                        | 1:20,67 | 40,33  |
| 5     | Oloph Granath      | Schweden                        | 1:20,68 | 40,34  |
| 6     | Göran Claeson      | Schweden                        | 1:20,86 | 40,43  |
| 7     | Johan Granath      | Schweden                        | 1:20,97 | 40,48  |
| 8     | Alexander Safronow | Sowjetunion                     | 1:21,13 | 40,56  |
| 9     | Masaki Suzuki      | Japan                           | 1:21,20 | 40,60  |
| 10    | Mike Woods         | Vereinigte Staaten              | 1:21,24 | 40,62  |
|       |                    |                                 |         |        |
| 13    | Horst Freese       | BR Deutschland                  | 1:21,66 | 40,83  |
| 22    | Klaus Knauer       | Deutsche Demokratische Republik | 1:22,90 | 41,45  |
| 26    | Hans Lichtenstern  | BR Deutschland                  | 1:23,37 | 41,68  |